# Ad Daqahliyah
Ad Daqahliyah (Dakahleya, Arabisch: الدقهلية) is een van de 29 gouvernementen van Egypte. Het ligt aan de kust van Egypte ten noorden van de hoofdstad Caïro. Het gouvernement heeft een oppervlakte van een kleine 3500 vierkante kilometer en telde bij de census eind 2006 bijna vijf miljoen inwoners. De hoofdstad van Ad Daqahliyah is Al Mansurah. Het gouvernement is verder onderverdeeld in zestien regio's en drie steden.

## Geboren
- Umm Kulthum (1904-1975), zangeres en musicus
- Aboul al-Izz al-Hariri (1946), activist, parlementslid en presidentskandidaat in 2012
- Khairat el-Shater (1950), activist, ondernemer en presidentskandidaat in 2012
- Mohammed Adel (1988), prominent activist van de 6 aprilbeweging
- Khaled Ali (1972), arbeidsrecht- en mensenrechtenadvocaat en presidentskandidaat in 2012

Ad Daqahliyah · Al Buhayrah · Alexandrië · Al Gharbiyah · Al Minufiyah · Al Qalyubiyah · Ash Sharqiyah · Assioet · Aswan · Beni Suef · Caïro · Damietta · Fajoem · Gizeh · Ismaïlia · Kafr el Sheikh· Luxor · Matruh  · Minya · Nieuwe Vallei · Noord-Sinaï · Port Said · Qina · Rode Zee · Suez · Suhaj  · Zuid-Sinaï